# Provincia di Markazi
La provincia di Markazi (in persiano استان مرکزی‎, Ostān markazī) è una delle trentuno province dell'Iran. La parola markazī in persiano significa "centrale".
La capitale è Arak, altre principali città della regione sono: Saveh, Arak, Mahallat, Khomein, Delijan, Tafresh, Ashtian, e Shazand (conosciuta in precedenza con il nome di Sarband).

## Geografia antropica

### Suddivisioni amministrative
La provincia è divisa in 12 shahrestān:
- Shahrestān di Arak
- Shahrestān di Ashtian
- Shahrestān di Delijan
- Shahrestān di Farahan
- Shahrestān di Khomeyn
- Shahrestān di Khondab
- Shahrestān di Komeijan
- Shahrestān di Mahalat
- Shahrestān di Saveh
- Shahrestān di Shazand
- Shahrestān di Tafresh
- Shahrestān di Zarandiyeh

Non sono presenti gli shahrestān di Khondab e di Farahan, creati recentemente.
| Mappa della provincia                                                                     | Shahrestān | riferimenti | Circoscrizioni (bakhsh) | Capoluogo |
| ----------------------------------------------------------------------------------------- | ---------- | ----------- | ----------------------- | --------- |
|                                                                                           |            |             |                         |           |
| Arak                                                                                      | A          | Centrale    | Arak                    |           |
| Arak                                                                                      | k          | Khondab     | Arak                    |           |
| Ashtian                                                                                   | Ash        | Centrale    | Ashtian                 |           |
| Delijan                                                                                   | D          | Centrale    | Delijan                 |           |
| Komeijan                                                                                  | K          | Centrale    | Komeijan                |           |
| Komeijan                                                                                  | m          | Milajerd    | Komeijan                |           |
| Khomeyn                                                                                   | Kh         | Centrale    | Khomeyn                 |           |
| Khomeyn                                                                                   | k          | Kamareh     | Khomeyn                 |           |
| Mahalat                                                                                   | M          | Centrale    | Mahalat                 |           |
| Saveh                                                                                     | S          | Centrale    | Saveh                   |           |
| Saveh                                                                                     | n          | Nobaran     | Saveh                   |           |
| Shazand                                                                                   | Sh         | Centrale    | Shazand                 |           |
| Shazand                                                                                   | s          | Sarband     | Shazand                 |           |
| Shazand                                                                                   | z          | Zalian      | Shazand                 |           |
| Tafresh                                                                                   | T          | Centrale    | Tafresh                 |           |
| Tafresh                                                                                   | f          | Farahan     | Tafresh                 |           |
| Zarandiyeh                                                                                | Z          | Centrale    | Mamuniyeh               |           |
| Zarandiyeh                                                                                | k          | Kharqan     | Mamuniyeh               |           |
| Province confinanti: E: Esfahan, H: Hamadan, L: Lorestan, Qm: Qom, Qz: Qazvin, T: Teheran |            |             |                         |           |